# モハマド・イズハム・ターミズィ
モハマド・イズハム・ターミズィ・ビン・ロスラン（マレー語: Mohd Izham Tarmizi bin Roslan、1991年4月24日 - ）は、マレーシア・スーパーリーグのジョホール・ダルル・タクジムFCに所属するサッカー選手。ポジションはGK。

## タイトル

### クラブ
ジョホール・ダルル・タクジムFC
- スルタン・ハジ・アフメド・シャー・カップ: 2015
- マレーシア・スーパーリーグ (2) : 2014, 2015
- ピアラFAマレーシア

準優勝: 2014

### 代表
マレーシアU-23
- 東南アジア競技大会

金メダル: 2011